# Дорийски стил
Дорийският стил (наричан в архитектурата още Дорийски ордер или Дорийски ред) е един от трите класически стила в архитектурата и приложното изкуство. Другите два са йонийският и коринтският. Дорийците се преселват на територията на днешна Гърция през 10 век пр.н.е.. Те, заедно с йонийците са двете племенни групи, които полагат основата и определят характера на древногръцката архитектура. Тъй като дорийците са войни, в храмовата си архитектура те избягват декоративните елементи и се стремят към строгост на линиите и формите.

## Възникване
След упадъка на микенското изкуство, новодошлите нашественици – дорийците, запазват за известно време традициите на микенските образци. Новата, подражателна и значително по-примитивна керамика се нарича протогеометрична или субмикенска. Украсата на съдовете при нея се състои от вълнообразни линии и цели фризове от триъгълници и полукръгове. С течение на времето микенските образци се забравят и се заражда нов, геометричен тип орнаментика, наречен така въз основа на живописта по вазите.

## Керамика
В същинския геометричен стил, наред със старите орнаменти, се появяват и нови форми – различни видове меандри и кръстове. Украсата на съдовете започва да обхваща все по-голяма част от повърхността им, докато през 9 век пр.н.е. ги покрива напълно. Тя се изработва в съответствие с формата на съдовете – там, където повърхността се вижда най-добре се концентрират най-много фигури, разполагат се най-широките фризове и най-едрите орнаменти.
Шедьоври на геометричния стил са надгробните вази, достигащи до 1,5 метра височина. Наричат се дипилонски, тъй като са открити в Дипилонското гробище на древна Атина. Техни образци се съхраняват в Лувъра, Британския музей и другаде. Най-прочутият екземпляр е в Националния археологически музей на Атина. При него, наред с различни меандри и други украси, е вмъкната сцена на надгробен плач. Изобразява доста схематична легнала фигура на покойник, поддържан от четирима души, коленичили под него и заобиколени от десетина фигури, всички с еднакъв скръбен жест, държейки с ръце главите си.
На друга известна амфора от по-късен период (средата на 8 век пр.н.е.), отново в Атинския музей, е изобразен фриз с колесници над още един с пеши войници, въоръжени с щитове и копия. През 7 век пр.н.е. във вазописа и пластиката геометричният стил започва да се заменя с по-натуралистични изображения.

## Скулптура
В този период скулптурата все още не е добре развита. Геометричният стил, с ораментиката и оформлението си, обхваща останалите приложни изкуства и малката пластика, където се наблюдават фигури на животни, стилизирани и украсени в зависимост от материала, от който са направени.

## Архитектура
Предполага се, че най-ранните каменни храмове се появяват близо до Коринт, който през късния седми век пр.н.е. е главен културен център на Гърция. Оттам идеята се прехвърля през провлака между Пелопонес и континента, разпространява се по крайбрежието към Делфи и остров Корфу и след това бързо по целия елински свят. Оттогава до нас започват да достигат първите имена на елински архитекти и първите трактати по архитектура. Това говори за важността на тази културна революция, която ражда основите на съвременната европейска архитектура.
Идеите на първите каменни храмове са комбинация от три източника – Египет, Микена и архитектурата от дърво и кал на предатическа Гърция. Зараждащият се дорийски стил е сред най-ранните и най-простите от класическите ордери, познат от 7 век пр.н.е., използван още от древните спартанци. Достига окончателната си форма и разцвет през 5 век пр.н.е.. Той е и най-лаконичен по отношение на декорацията. Основата на древногръцката архитектура е поставена при дорийския стил чрез тясното съгласуване между конструктивните и декоративни форми и хармоничното свързване на отделните елементи.
За прототип на храма в Омировия период служи правоъгълното в план гръцко жилище – мегаронът. Първоначално храмовете са дървени, а първият, при който се преминава към камък е храмът на Хера (Херайонът) в Олимпия. През 600 г. пр.н.е. той е изграден от дърво и за първи път при него се предприема замяна на дървената конструкция с каменна. Този процес е наречен от гърците петрификация. Повечето от елементите в каменните храмове повтарят елементите на съществуващите преди тях дървени храмове. Основен планировъчен елемент в гръцкия дорийски храм е модулът, който е равен на половината от диаметъра на колоната при основата.
Цялата структура се изгражда от прецизно изгладени каменни блокове така, че да могат да прилепнат плътно един до друг без свързващо вещество. За да стане сглобката още по-плътна, понякога блоковете се пристягат с метални шипове и скоби. Колоните, с малко изключения, са съставени от отделни части, наречени барабани и поставени плътно един върху друг. След като цялата колона е сглобена, се набраздява с вертикални канелюри за по-голяма стройност.
Най-съвършената форма на сградата се постига, когато е обгърната от колонади по четирите си страни, наречени перистил. След началното успоредно развитие в дорийските и йонийски територии, се стига до ясно разграничаване на двете ордерни системи. В континентална Гърция и западната част на Велика Гърция се налага дорийският ордер. Първоначално сградата се състои само от наос и пронаос, а останалите елементи се добавят постепенно. Всички храмове до 6 век пр.н.е. са с правоъгълна форма. През 6 век пр.н.е. се появяват нови три типа с кръгла форма – аптер, моноптер и тотлос.

### Елементи на дорийския храм
- Наос – основното голямо помещение, което се изгражда с ос изток-запад, входът е на изток, така че първите слънчеви лъчи да огряват статуята на божеството, което е поставено в него. По тази причина входният отвор се прави с голяма височина.[4]
- Пронаос – това е преддверие с две колони, обградено отстрани с анти (челата на страничните издадени напред надлъжни зидове на правоъгълна сграда). В този случай храмът се нарича антов. В плана му има само наос и пронаос и затова той е най-близък по тип до микенския мегарон.[4][5]
- Цела – помещение, в което се поставя статуята на бога.[1]
- Адитон – помещение с вход от наоса, съкровищница. Недостъпно е за непосветени (несвещенослужещи).[4]
- Опистодом (постикум) – помещение в задната част, симетрично на пронаоса, отделено от наоса със стена. Изгражда се като баланс в пространствената композиция. Към него има отделен вход, който винаги е на западната фасада, в противовес на пронаоса. Понякога се използва като съкровищница и в този случай адитон не се прави.[5][6]
- Перистил, перистаза, перистасис, периптер – обиколна колонада, която има чисто естетически функции. Колонадата с два реда колони се нарича диптер.[1]

### Основни елементи на дорийския ордер
Изредени от долу нагоре, елементите са следните:
- Крепидома – общата основа под храма, обикновено с три стъпала. Състои се от стереобат и стилобат. Стереобатът е изграден от плътно разположени каменни блокове с внушителни размери. Поставят се под местата, където ще са разположени вертикалните конструктивни елементи – колони и стени. Пространството между блоковете се запълва с отпадъчен материал от каменоломните. Стилобатът е най-горното стъпало от основата под храма и се изпълнява от по-твърд и устойчив на износване камък.[1]
- Колона – Дорийската колона представлява вертикален цилиндър, по-широк в основата (пресечен конус). Често е наричан мъжки ордер, понеже се наблюдава в първия ред на Колизеума, и се е считало, че понася по-големи тежести. Съотношението между височината и дебелината е около 4:1. Първоначално колоните са дървени, поставени върху примитивна каменна база. По-късно, когато започват да се изработват от камък, базата става излишна и колоната стъпва директно върху стилобата. Всяка колона е украсена с вертикални канелюри, за да изглежда по-стройна. Разстоянието между две колони се нарича интерколумний. Според Витрувий при гръцкия храм има 5 вида интерколумнии:[1]

пикностил – разстоянието между колоните е равно на 1,5 пъти диаметъра на колоната.
систил – просветът е равен на 2 диаметъра
еустил – 2,5 диаметъра
диастил – 3 диаметъра
ареостил – 4 диаметъра
- Капител – елемент, увенчаващ горната част на колоната, който поема натоварването от гредата над него или от архитрава, и го предава надолу по колоната. Състои се от шийка, ехин и абак. Лежи непосредствено под антаблемана, като границите му излизат извън архитрава. Формата на ехина се променя с времето, което помага за датировката на сградите.[5] До 5 век пр.н.е. на някои места капителът е украсяван с листа.[4]
- Антаблеман – Най-големият и най-тежък елемент от дорийския ордер. Намира се между колонадата и покрива и се състои от архитрав, фриз, разчленен на метопи и триглифи, и корниз, който от своя страна се състои от гейсон и сима.[5]
- Фронтон – триъгълна каменна рамка, разположена между корниза на антаблемана и двата корниза по наклона на покрива. Разполага се само по късата страна на постройка с двускатен покрив. Каменният триъгълник в тази рамка се нарича тимпан.[1]
- Таван на птерона – Птеронът представлява съвкупност от двата покрити хода под колонадите по дългите страни на перистила.[5] Таванът му е разположен на височината на корниза и се изгражда от носещи греди и каменни касети, запълващи пространството между тях. Понякога вместо касети се монтират стротери – каменни плочи с квадратен отвор, затворен с по-малки квадратни плочи.[1]
- Покрив – двускатна дървена конструкция, покрита с керемиди, наредени върху летви. През 6 век пр.н.е. керемидите са изработени от теракота. След това са заменени от мраморни плочи със сравнително големи размери.[4]

## Модерно приложение
Когато форми на класическата архитектура отново започват да се използват по-широко в началото на 19 век, дорийският стил е най-малко застъпен. Първите илюстрации на този стил датират от средата на 18 век. Появяването му в новата фаза на класицизма донася със себе си нови значения и символи – на примитивна простота, благородна трезвост, а в Съединените щати – и на републикански добродетели. В митниците и банките, дорийският стил внушава идеята за липса на корупция, а в протестантската църква – връщане към неопозорената ранна църква. Строгостта му го прави подходящ за библиотеки, и всички комунални услуги, изискващи доверие.